# 布盧希爾 (內布拉斯加州)
布盧希爾（英語：Blue Hill）是位於美國內布拉斯加州韋伯斯特縣的城市。

## 人口
根據2020年美國人口普查的數據，布盧希爾的面積為1.90平方千米，皆為陸地。當地共有人口805人，而人口密度為每平方千米424人。